# Roche (cràter)
Roche és un gran cràter d'impacte que pertany a la cara oculta de la Lluna. El cràter prominent Pauli travessa la vora sud de Roche, i les seves rampes exteriors cobreixen una part del sòl interior de Roche. Al nord-oest de Roche es troba el cràter Eötvös, i just a l'oest-nord-oest apareix Rosseland.

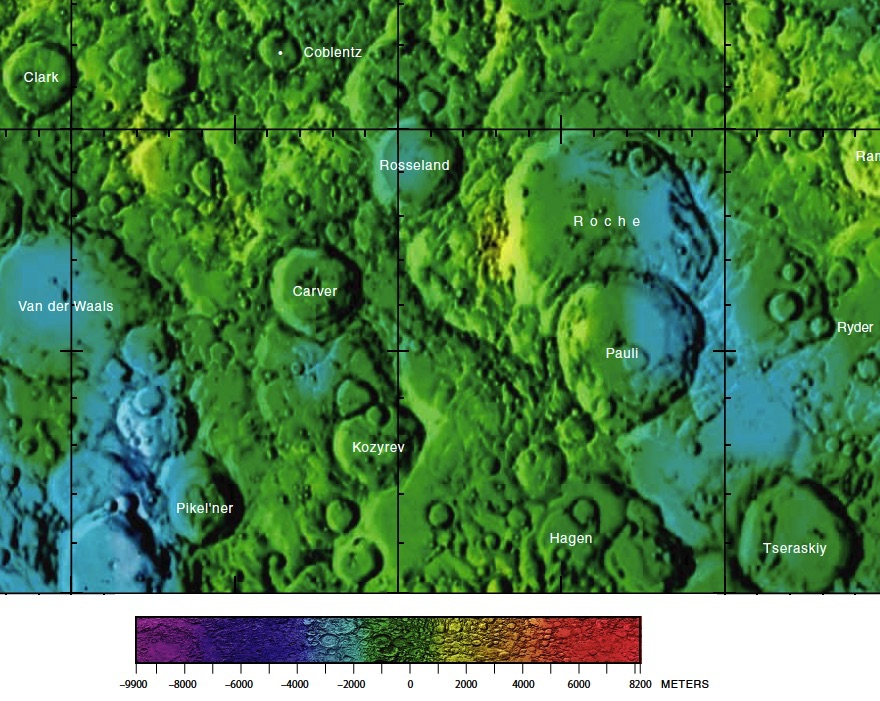
Localització de Roche (superior dreta de la imatge)
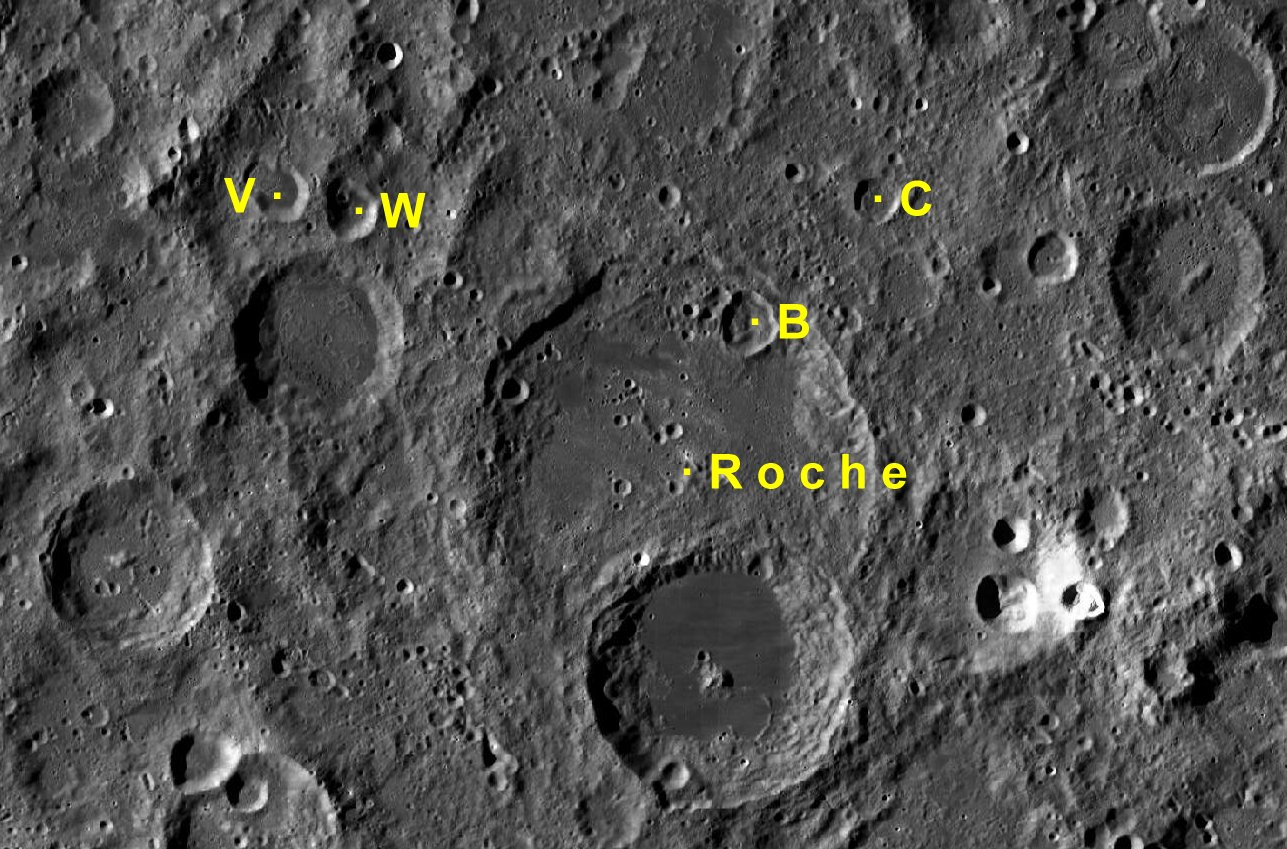
Cràters satèl·lit
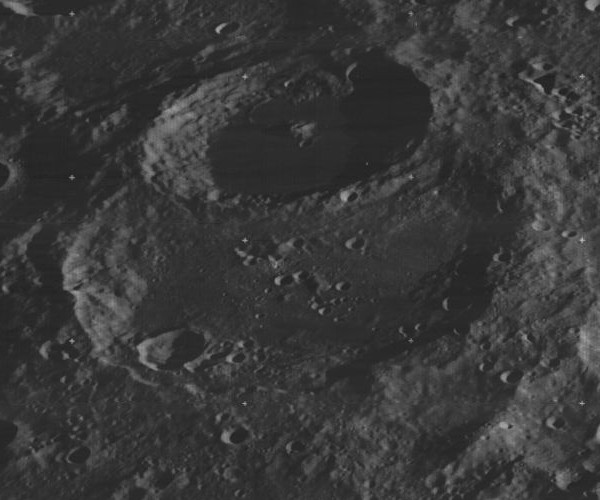
Vista obliqua des del Lunar Orbiter 3, mirant al sud, amb Pauli a dalt i Roche al centre

La vora occidental de Roche ha estat una mica distorsionada i rectificada per l'efecte d'altres impactes. La vora en conjunt està desgastada i erosionada, amb múltiples petits cràters marcant la superfície. El cràter satèl·lit Roche B travessa la paret interior nord-est.
El sol interior de Roche és relativament pla, encara que està marcat per diversos petits cràters. Una agrupació d'aquests cràters és a prop del punt mig. Just al nord-oest d´aquest grup es localitza una zona brillant de material d'alta albedo. Les seccions del sòl al costat nord-oest del nord tenen una albedo més baixa que en altres sectors, generalment una indicador del flux de la lava basàltica similar al que ocupa la mar lunar. L'extensió d'aquesta taca fosca en realitat pot ser més gran, però pot estar parcialment recoberta amb materials ejectats d'albedo més alta.

## Cràters satèl·lit
Per convenció aquests elements són identificats en els mapes lunars posant la lletra en el costat del punt central del cràter que està més proper a Roche.
| Roche | Coordenades                            | Diàmetre             |
| ----- | -------------------------------------- | -------------------- |
| B     | 40° 06′ S, 137° 12′ E / 40.1°S,137.2°E | 24 km                |
| C     | 39° 00′ S, 139° 12′ E / 39.0°S,139.2°E | 18 ;km               |
| U     | Reanomenat Rosseland                   | Reanomenat Rosseland |
| V     | 38° 30′ S, 129° 18′ E / 38.5°S,129.3°E | 30 km                |
| W     | 39° 00′ S, 130° 30′ E / 39.0°S,130.5°E | 20 km                |